# Cosenza Calcio
Nuovo Cosenza Calcio är en italiensk fotbollsklubb från Cosenza, Kalabrien. Klubben bildades 1914. Lagfärgerna är röd och blå och klubben spelar sina hemmamatcher på Stadio San Vito-Gigi Marulla.

## Historia
Klubben bildades 1914 som Cosenza Calcio 1914. Efter att ha tillbringat stora delar av sin historia i lägre serier och i Serie C, tog man sig 1961 upp i Serie B. Efter två säsonger i Serie B åkte man dock tillbaka ned i Serie C, där man tillbringade större delen av de kommande tjugo åren.
1983 lyckades klubben vinna Anglo-italienska cupen och 1988 tog man sig åter upp i Serie B, där man med undantag för säsongen 1997–1998 spelade ända fram till 2002–2003. Som bäst var man 1991–1992 då man slutade femma.
Efter att man åkt ur Serie B 2003 gick klubben i konkurs och nybildades som Cosenza Football Clubb i Serie D. 2004 tog man tillbaka namnet Cosenza Calcio 1914, men redan 2005 gick klubben åter i konkurs. Denna gång återbilades klubben som Assosione Sportiva Cosenza Calcio, fortfarande i Serie D.
Efter att ha förlorat i playoff två säsonger i rad gick klubben ännu en gång i konkurs, bara för att återbildas som Fortituda Cosenza 2007. 2007–2008 vann man sin Serie D-grupp och flyttades upp i Serie C2, man tog därefter tillbaka namnet Cosenza Calcio 1914. 2008–2009 vann man Serie C2 Girone C och flyttades för andra raka året upp. Efter en anonym säsong 2009–2010, åkte man ur serien 2010-2011. Efter nedflyttningen gick klubben åter i konkurs och återbildades som Nuova Cosenza Calcio.

## Meriter
- Mästare i Serie C/Serie C1: 3

1957–1958, 1987–1988, 1997–1998
- Mästare i Serie C2: 2

1979–1980, 2008–2009
- Mästare i Serie D: 3

1957–1958, 1974–1975, 2007–2008
- Mästare i Anglo-italienska cupen:1

1983

## Supportrar
Cosenzas äldsta ultrasgrupp bildades 1978 och hette Commando Ultrà Prima Linea, men upplöstes 1999.
Klubbens supportrar har ett så kallat tvillingskap med supportrarna till Ancona, Casertana och Venezia. 
Klubbens största rivaler är Catanzaro, Lecce, Reggina, Salernitana, Verona.

## Kända spelare
Se också Kategori:Spelare i Cosenza Calcio
- Christian Manfredini
- Stefano Fiore
- Cristiano Lucarelli
- Niclas Nylén